# Naga the White Serpent
Naga the White Serpent (白蛇のナーガ?, Sāpento no Nāga), conosciuta in Italia come Naga del Serpente, è un personaggio dell'anime e manga Slayers di Hajime Kanzaka

## Storia
Naga è un'amica/avversaria di Lina Inverse durante le sue prime avventure, infatti accompagna Lina nei film e negli OAV. Alle volte è la sua partner ed altrettante volte la sua nemica. 
Pare che Naga sia in realtà Gracia Ul Naga Saillune, la figlia del principe Prince Philionel El Di Saillune e sorella maggiore di Amelia Wil Tesla Saillune, che diventerà più tardi una compagna di viaggio di Lina.
Pare che la madre di Gracia fosse stata uccisa in un attentato sanguinario (il che spiegherebbe l'avversione di Naga per il sangue). Dopo il funerale di Gracia è scomparsa portando con sé il succinto bikini di cuoio indossato solitamente da Naga, il tesoro segreto di sua madre.
Viene spesso implicato che sia la sorella perduta da lungo tempo di Amelia, ossia Gracia Ul Naga Seiryuun. Lo stesso Kanzaka ha poi confermato la veridicità di questa tesi.

## Carattere
Naga è una maga dal seno prorompente e dalla risata insopportabile, il suo comportamento (e la sua risata) infastidiscono Lina. Sebbene Naga come maga sia abile quanto Lina Inverse, la sua arroganza e la sua totale mancanza di buon senso la portano spesso al delirio. Così come per Lina è facile trovarla in locande e taverne ad ingurgitare quantità enormi di cibo e bevande.

## Accoglienza
Originariamente Naga the White Serpent doveva essere presente solo in una storia di Slayers ("La sfida di Naga"), ma una risposta molto positiva da parte dei lettori l'ha trasformata in uno dei personaggi principali ricorrenti del franchise. Nel 2000, ha vinto il voto popolare "Best of Dragon Magazine" in due categorie, dove in una di queste si piazzò al primo posto come miglior personaggio di supporto della rivista. Nel 1999, il giornalista Dave Halverson definì Lina e Naga di Slayers come "due delle stelle più brillanti del [medium] anime sia in Giappone che negli Stati Uniti", così come "forse i migliori design di personaggi dell'universo degli anime". Naga ha continuato ad essere uno dei personaggi più importanti e popolari di Slayers in Giappone.
Sia la doppiatrice giapponese Maria Kawamura che quella americana Kelly Manison vennero entrambe lodate dalla critica specializzata, con Halverson che definì Manison e Cynthia Martinez (voce di Lina) come il miglior duo di doppiatrici che aveva sentito nel 1998. Il personaggio interpretato da Kawamura, inclusa la sua famigerata risata schiamazzante, è considerato il suo ruolo più famoso.
Naga è stata descritta come un "fanservice che cammina" da Citlin Donovan di The Mary Sue e come "decisamente la preferita da quasi tutta la parte maschile del pubblico" della rivista polacca Kawaii. Nel 2006, Helen McCarthy scrisse "Naga e il suo seno sono diventati tre personaggi molto popolari nella serie, e i fan a lungo termine della serie aspettano con impazienza di vedere come gli sceneggiatori possano spiegare non solo la sua scomparsa tra la fine degli special e l'inizio della serie principale, ma anche perché non viene nemmeno menzionata dopo gli eventi dei video". Nel 2006, Chris Beveridge di Mania.com ha elencato l'assenza di Naga nella serie TV di Slayers come uno dei dieci motivi per cui "farà sempre schifo", affermando che "oltre al suo meraviglioso costume che crea un sacco di grandi piaceri per gli occhi quando si tratta di cosplay, ha rappresentato il tipo di 'risata anime' che solo pochi preziosi hanno". Era anche una perfetta frustrazione quando si trattava di avere a che fare con Lina, qualcosa che la serie TV non ha mai avuto. Nate Ming di Crunchyroll ha notato Naga per la sua "presenza incredibilmente dominante e prepotente", e Krzysztof Wojdyło della rivista polacca Otaku l'ha collocata prima nella sua classifica del 2012 dei primi dieci personaggi formosi in tutti i manga e gli anime, notando che nonostante il suo passato piuttosto cupo nascosto sotto il suo sorriso costante e un comportamento un po' psicotico", è rimasta "probabilmente il personaggio più divertente e memorabile" in quella lista. Nello stesso anno, Lynzee Loveridge di Anime News Network ha incluso l'abito di Naga tra le vesti da combattimento meno pratiche per via dei suoi spallacci. Nel 2013, Wirtualna Polska ha classificato il petto di Naga come il nono paio di seni più belli della cultura pop.
La copertina della prima edizione del 2001 del gioco di ruolo americano Ironclaw mostra Lina e Naga sotto forma di cameo. I protagonisti della miniserie anime del 2002, Cosplay Complex, si vestono rispettivamente da Naga e Lina nel terzo episodio. Lina e Naga hanno anche fatto un'apparizione cameo nella serie a fumetti francese Les Légendaires Origines del 2014.